# Koprivić
Koprivić (košćela, kostela, lat. Celtis), biljni rod od oko 60 vrsta zimzelenog i listopadnog drveća iz porodice Cannabaceae. Rod je raširen po južnoj Europi, južnoj i istočnoj Aziji, središnji i južni dio Sjeverne Amerike, sjeverni i središnji dio Južne Amerike, tropskoj Africi.
U Hrvatskoj rod zastupaju crni koprivić (Celtis australis) i Turnefortov koprivić (Celtis tournefortii)

## Vrste
1. Celtis adolfi-friderici Engl.
2. Celtis africana Burm.f.
3. Celtis australis L.
4. Celtis balansae Planch.
5. Celtis berteroana Urb.
6. Celtis bifida Leroy
7. Celtis biondii Pamp.
8. Celtis boninensis Koidz.
9. Celtis brasiliensis (Gardner) Planch.
10. Celtis bungeana Blume
11. Celtis caucasica Willd.
12. Celtis caudata Planch.
13. Celtis cerasifera C.K.Schneid.
14. Celtis chekiangensis C.C.Cheng
15. Celtis chichape (Wedd.) Miq.
16. Celtis conferta Planch.
17. Celtis glabrata Steven ex Planch.
18. Celtis gomphophylla Baker
19. Celtis harperi Horne ex Baker
20. Celtis hildebrandii Soepadmo
21. Celtis hypoleuca Planch.
22. Celtis iguanaea (Jacq.) Sarg.
23. Celtis jamaicensis Planch.
24. Celtis jessoensis Koidz.
25. Celtis julianae C.K.Schneid.
26. Celtis koraiensis Nakai
27. Celtis laevigata Willd.
28. Celtis latifolia (Blume) Planch.
29. Celtis lindheimeri Engelm. ex K.Koch
30. Celtis loxensis C.C.Berg
31. Celtis luzonica Warb.
32. Celtis madagascariensis Sattarian
33. Celtis mauritiana Planch.
34. Celtis mildbraedii Engl.
35. Celtis neglecta Zi L.Chen & X.F.Jin
36. Celtis occidentalis L.
37. Celtis orthocanthos Planch.
38. Celtis pacifica Planch.
39. Celtis pallida Torr.
40. Celtis paniculata (Endl.) Planch.
41. Celtis petenensis Lundell
42. Celtis philippensis Blanco
43. Celtis punctata (Urb. & Ekman) Urb. & Ekman
44. Celtis reticulata Torr.
45. Celtis rigescens (Miq.) Planch.
46. Celtis rubrovenia Elmer
47. Celtis salomonensis Rech.
48. Celtis schippii Standl.
49. Celtis sinensis Pers.
50. Celtis solenostigma Unwin
51. Celtis spinosa Spreng.
52. Celtis strychnoides Planch.
53. Celtis tala Gillies ex Planch.
54. Celtis tenuifolia Nutt.
55. Celtis tessmannii Rendle
56. Celtis tetrandra Roxb.
57. Celtis tikalana Lundell
58. Celtis timorensis Span.
59. Celtis toka (Forssk.) Hepper & J.R.I.Wood
60. Celtis tournefortii Lam.
61. Celtis trinervia Lam.
62. Celtis tupalangi Vassilcz.
63. Celtis vandervoetiana C.K.Schneid.
64. Celtis vitiensis A.C.Sm.
65. Celtis zenkeri Engl.